# Archidiocèse de Morelia
L'archidiocèse de Morelia (en latin : Archidioecesis Moreliensis ; en espagnol : Arquidiócesis de Morelia) est un archidiocèse métropolitain de l'Église catholique du Mexique.

## Territoire
Il comprend 45 municipalités de l'État de Michoacán et 10 municipalités et quelques paroisses de Pénjamo de l'État de Guanajuato ce qui représente un territoire d'une superficie de 18 000 km2 divisé en 242 paroisses.
Le siège archiépiscopal est dans la ville de Morelia où se trouve la cathédrale de la Transfiguration-du-Seigneur. La basilique Notre-Dame-de-la-Santé (es) de Pátzcuaro est un lieu de pèlerinage auprès de la Vierge qui est la patronne de l'archidiocèse; les restes du vénérable Vasco de Quiroga reposent dans ce lieu.

## Historique
Le diocèse de Michoacán est érigé le 8 août 1536 par la bulle Illius fulciti praesidio du pape Paul III en prenant une partie du diocèse de Mexico (aujourd'hui archidiocèse de Mexico,). Il est nommé suffragant de l'archidiocèse de Séville comme le sont tous les premiers diocèses créés en Amérique entre 1511 et 1546. Le même jour, Vasco de Quiroga est nommé évêque du nouveau diocèse, avec siège épiscopal dans la ville de Tzintzuntzan.
Par la bulle Super universas orbis ecclesiae du 12 février 1546, le pape Paul III élève trois diocèses du continent américain au rang d'archidiocèse métropolitain : Lima (dans la vice-royauté du Pérou) ainsi que Saint-Domingue et Mexico (dans la vice-royauté de Nouvelle-Espagne) qui deviennent les trois premiers archidiocèses de l'Empire espagnol en Amérique. À partir de cette date, les diocèses d'Amérique cessent d'être suffragants de l'archidiocèse de Séville et intègrent une de ces trois provinces ecclésiastiques. Le diocèse de Michoacán incorpore celle de l'archidiocèse de Mexico.
Il est amputé d'une portion de son territoire le 13 juillet 1548 pour le diocèse de Compostela en Nouvelle-Galice (aujourd'hui archidiocèse de Guadalajara). Le 8 juillet 1550, le siège du diocèse est déplacé dans la ville de Pátzcuaro en vertu de la bulle Exponi nobis du pape Jules III. En 1579, il est transféré à Valladolid, ville qui prend le nom de Morelia en 1828.
Il cède une partie de son territoire le 15 décembre 1777 pour le diocèse de Linares ou Nuevo León (aujourd'hui archidiocèse de Monterrey), le 31 août 1854 pour le diocèse de San Luis Potosí (aujourd'hui archidiocèse de San Luis Potosí), le 26 janvier 1863 pour les diocèses de León (aujourd'hui archidiocèse de León) et Zamora; ce même jour, il est élevé au rang d'archidiocèse métropolitain par la bulle Catholicæ Romanæ Ecclesiæ du pape Pie IX sous le nom d'archidiocèse de Michoacán avec pour suffragants les diocèses de Querétaro, Zamora, León et San Luis Potosí.
Il cède de nouveau du territoire le 16 mars 1863 pour le diocèse de Chilapa (aujourd'hui diocèse de Chilpancingo-Chilapa)et le 26 juillet 1913 pour le diocèse de Tacámbaro. Il prend son nom actuel le 22 novembre 1924. Il donne du territoire le 13 novembre 1973 pour le diocèse de Celayaet le 3 janvier 2004 pour le diocèse d'Irapuato.

## Évêques et archevêques
- Liste des évêques et archevêques de Michoacán-Morelia